# Gevangenis van Jamioulx
De gevangenis van Jamioulx in de Belgische gemeente Ham-sur-Heure-Nalinnes doet sinds 1975 als arrest- en strafhuis dienst.
De gevangenis heeft negen afdelingen, waaronder een psychiatrische afdeling en twee afdelingen met een open regime en een met een halfopen regime, in tegenstelling tot het cellulair regime van de andere afdelingen. De binnenplaats telt twee multifunctionele voetbalvelden.

## Geschiedenis
De gevangenis van Jamioulx is de eerste gevangenis in België die na de Tweede Wereldoorlog werd gebouwd. In 1958 werden de plannen en de maquette ervan  tijdens de wereldtentoonstelling in Brussel voorgesteld. Ze werd niet volgens het Ducpétiaux-model gebouwd, maar heeft een vierkante vorm. De gevangenis verving de verouderde gevangenis van Charleroi en werd in 1975 geopend. In 1984 werden alle gedetineerden naar andere gevangenissen overgebracht vanwege de ontdekking van asbest. Tijdens de asbestverwijdering vonden tevens renovatiewerkzaamheden plaats. In 1986 heropende de gevangenis. Ook in 2005 vonden asbestverwijderingswerken plaats. Vanaf 2011 vonden verschillende renovatiewerken plaats en van 2013 tot 2014 werd het complex met een bijgebouw uitgebreid.